# دل بيكر
دل بيكر (بالإنجليزية: Del Baker)‏ هو لاعب كرة قاعدة أمريكي، ولد في 3 مايو 1892 في شيروود في الولايات المتحدة، وتوفي في 11 سبتمبر 1973 في أولموس بارك في الولايات المتحدة.

## وصلات خارجية
- دل بيكر على موقعبيزبول رفرنس.كوم (الدوري الرئيسي) (الإنجليزية)
- دل بيكر على موقعبيزبول رفرنس.كوم (الدوري الثانوي) (الإنجليزية)
- دل بيكر على موقع جمعية أبحاث البيسبول الأمريكية (الإنجليزية)